# Praedicate Evangelium
Možná hledáte: Římská kurie
Apoštolská konstituce Praedicate Evangelium (česky Hlásejte evangelium) o římské kurii a její službě církvi a světu byla vydána papežem Františkem dne 19. března 2022 a vstoupila v platnost 5. června 2022, o slavnosti Letnic. Nahradila apoštolskou konstituci Jana Pavla II. Pastor Bonus z 28. června 1988. Apoštolská konstituce je dekret nejvyšší úrovně vyhlášený papežem.
V čele vrcholných orgánů Vatikánu mohu nově stát i pokřtění laici a ženy.

## Struktura římské kurie podle konstitucePraedicate evangelium
- Státní sekretariát
  - Sekce pro všeobecné záležitosti
  - Sekce pro vztahy se státy a mezinárodními organizacemi
  - Sekce pro diplomatický personál Svatého Stolce
- Dikasteria
  - Dikasterium pro evangelizaci (vzniklo sloučením Kongregace pro evangelizaci národů a Papežské rady pro novou evangelizaci; prefektem je přímo papež)
  - Dikasterium pro nauku víry (dříve Kongregace pro nauku víry)
  - Dikasterium pro službu milosrdenství (dříve Úřad apoštolské charity)
  - Dikasterium pro východní církve (dříve Kongregace pro východní církve)
  - Dikasterium pro bohoslužbu a svátosti (dříve Kongregace pro bohoslužbu a svátosti)
  - Dikasterium pro blahořečení a svatořečení (dříve Kongregace pro blahořečení a svatořečení)
  - Dikasterium pro biskupy (dříve Kongregace pro biskupy)
  - Dikasterium pro klérus (dříve Kongregace pro klérus)
  - Dikasterium pro společnosti zasvěceného života a společnosti apoštolského života (dříve Kongregace pro společnosti zasvěceného života a společnosti apoštolského života)
  - Dikasterium pro laiky, rodinu a život
  - Dikasterium pro podporu jednoty křesťanů (dříve Papežská rada pro jednotu křesťanů)
  - Dikasterium pro mezináboženský dialog (dříve Papežská rada pro mezináboženský dialog)
  - Dikasterium pro kulturu a vzdělávání (vzniklo sloučením Kongregace pro katolickou výchovu a Papežské rady pro kulturu)
  - Dikasterium pro službu integrálnímu lidskému rozvoji
  - Dikasterium pro legislativní texty (dříve Papežská rada pro výklad legislativních textů)
  - Dikasterium pro komunikaci
- Soudní dvory
  - Apoštolská penitenciárie
  - Nejvyšší tribunál Apoštolské signatury
  - Tribunál Římské roty
- Ekonomické útvary
  - Rada pro ekonomické záležitosti
  - Sekretariát pro ekonomiku
  - Správa majetku Apoštolského stolce
  - Úřad generálního auditora
  - Komise pro vyhrazené záležitosti
  - Výbor pro investice
- Úřady
  - Prefektura papežského domu
  - Úřad pro papežské bohoslužby
  - Camerlengo Svaté římské církve
- Advokáti
  - Seznam advokátů Římské kurie
  - Sbor advokátů Svatého stolce
- Instituce spojené se Svatým Stolcem
  - Vatikánský apoštolský archiv
  - Vatikánská apoštolská knihovna
  - Stavební huť baziliky sv. Petra
  - Papežská komise pro posvátnou archeologii
  - Akademie, zejména:
    - Papežská akademie věd
    - Papežská akademie společenských věd
    - Papežská akademie pro život

  - Agentura Svatého Stolce pro hodnocení a rozvoj kvality církevních univerzit a fakult (AVEPRO)
  - Úřad pro dohled a finanční informovanost